# Катеринопільська селищна територіальна громада
Катерино́пільська селищна територіальна громада — об'єднана територіальна громада в Україні, у складі Звенигородського району Черкаської області. Адміністративний центр — селище Калинопіль. Не зважаючи на перейменування адміністративного центру, територіальна громада не була перейменована, оскільки наразі відсутні правові підстави і механізми для перейменування територіальних громад.

## Історія
Громада утворена згідно з розпорядженням Кабінету Міністрів України від 12.06.2020 № 728-р і до її складу були включені Бродецька, Вербовецька, Вікнинська, Гончариська, Гуляйпільська, Кайтанівська, Лисичобалківська, Новоселицька, Пальчиківська, Петраківська, Потоківська, Розсохуватська, Стійковська, Шостаківська та Ямпільська сільські ради.

## Склад
До складу громади входять:
| Населений пункт      | Населення, осіб (2021) |
| -------------------- | ---------------------- |
| Бродецьке, село      | 370                    |
| Вербовець, село      | 501                    |
| Вікнине, село        | 592                    |
| Гончариха, село      | 354                    |
| Грушківка, село      | 192                    |
| Гуляйполе, село      | 409                    |
| Кайтанівка, село     | 541                    |
| Калинопіль, селище   | 5563                   |
| Кобилянка, село      | 78                     |
| Лисича Балка, село   | 483                    |
| Луківка, село        | 167                    |
| Новоселиця, село     | 748                    |
| Новоукраїнка, селище | 39                     |
| Пальчик, село        | 373                    |
| Петраківка, село     | 648                    |
| Потоки, село         | 207                    |
| Розсохуватка, село   | 631                    |
| Ромейково, село      | 170                    |
| Стійкове, село       | 145                    |
| Шостакове, село      | 370                    |
| Ямпіль, село         | 246                    |